# John Mackintosh Hall

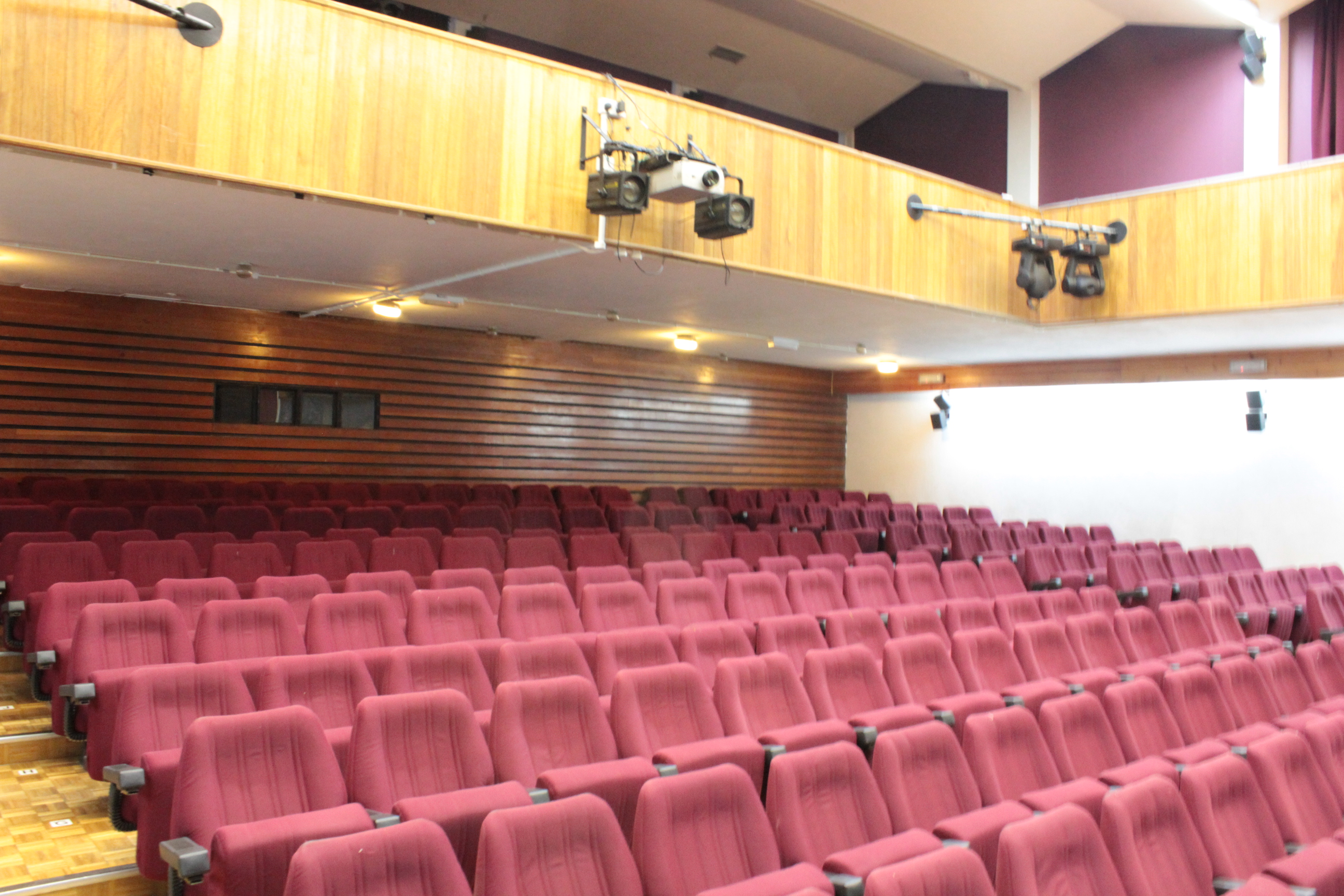
Auditorio principal.

El John Mackintosh Hall es el principal centro cultural en el territorio británico de ultramar de Gibraltar. Se compone de una biblioteca pública, un teatro, sala de conferencias, gimnasio y varios espacios polivalentes.

## Historia
Su nombre rinde homenaje al filántropo gibraltareño John Mackintosh, que en su testamento dejó un legado para construir un lugar que fortalecería los lazos culturales y educativos entre Gibraltar y el Reino Unido.
El John Mackintosh Hall se abrió al público por el entonces gobernador, general Sir Dudley Ward, el 8 de abril de 1964. El estilo arquitectónico del edificio sigue las tradiciones arquitectónicas mediterráneas, con una serie de patios interconectados donde se controla la luz del sol y el calor de los meses de verano con el uso de árboles, áreas sombreadas y fuentes.
Aunque fue diseñado originalmente como una institución educativa específicamente en beneficio de la juventud de Gibraltar, con el tiempo ha sido adaptado para atender también a diversos eventos culturales para adultos. La biblioteca se amplió y ahora el teatro puede albergar conferencias y charlas, además de actuaciones musicales.
Las dos obras más importantes escritas en Gibraltar, "La Lola se va pá Londre" y "Connie con cama camera en el comedor", ambas por Elio Cruz, se han estrenado en el John Mackintosh Hall en 1966 y 1969 respectivamente.